# Langona kurracheensis
Langona kurracheensis là một loài nhện trong họ Salticidae.
Loài này thuộc chi Langona. Langona kurracheensis được Heciak & Jerzy Prószyński miêu tả năm 1983.